# Muzeum Górnictwa Rud Żelaza w Częstochowie
Muzeum Górnictwa Rud Żelaza w Częstochowie – muzeum w Częstochowie, znajdujące się w parku im. Stanisława Staszica, uruchomione po raz pierwszy 4 grudnia 1989, w zbudowanych w latach 1974–1976, podziemnych korytarzach. Odtworzono tu dawne wyrobiska kopalniane, wyposażone w sprzęt górniczy pochodzący z zamkniętej kopalni rudy żelaza Szczekaczka w Szczekaczce.
Muzeum jest jednym z obiektów wystawienniczych Muzeum Częstochowskiego. Jest także jedną z atrakcji  Szlaku Zabytków Techniki Województwa Śląskiego.

## Historia
Inicjatywa utworzenia w Częstochowie muzeum poświęconego historii górnictwa rud żelaza zrodziła się w środowisku działaczy górniczych i pracowników dawnego Zjednoczenia Kopalnictwa Rud Żelaza w początku lat sześćdziesiątych. Od stycznia 1966 r. muzeum zaczęło funkcjonować formalnie jako oddział Górnictwa Rud Żelaza podległy Muzeum Okręgowemu w Częstochowie. Muzeum finalny kształt uzyskało w momencie zamknięcia kopalni rud żelaza działających w okolicach Częstochowy od XIV wieku.

## Ekspozycja
Obecna wystawa, prezentowana w oddanym po remoncie obiekcie, została zmodyfikowana oraz uzupełniona o nową aranżację plastyczną. Powstała ona na bazie scenariusza inż. Tadeusza Lostera – kierownika Działu Historii Górnictwa i Techniki Górniczej w Muzeum Górnictwa Węglowego w Zabrzu, autorką aranżacji plastycznej jest Bożena Mazur. Całość zamierzenia oparta została w większości na eksponatach wykorzystanych przez twórców poprzedniej prezentacji. Muzeum Częstochowskie współpracowało także z członkami Koła Seniorów Stowarzyszenia Inżynierów i Techników Górnictwa w Częstochowie oraz Organizacją Techniczną w Częstochowie.

## Galeria

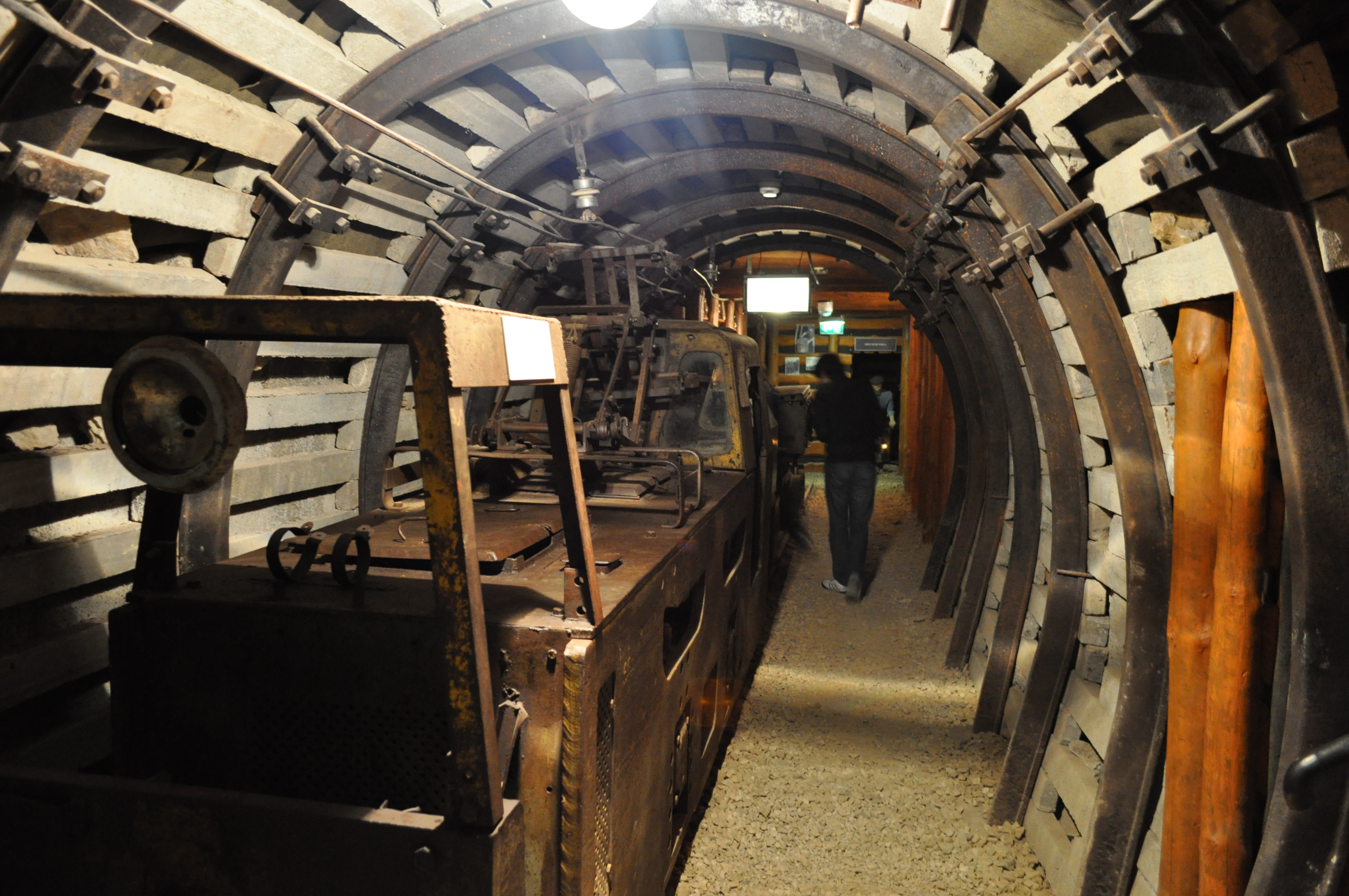
Korytarz w muzeum
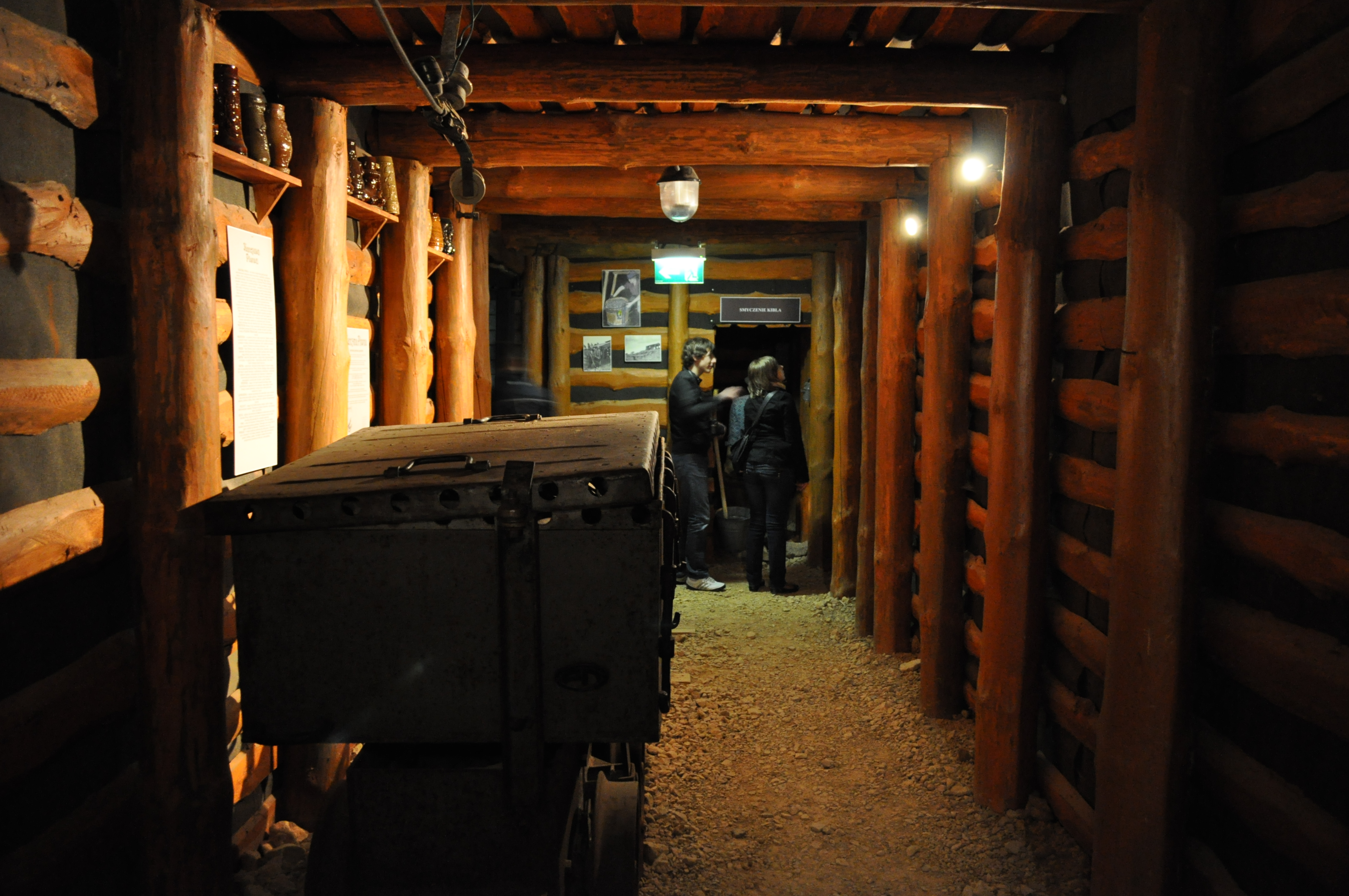
Korytarz w muzeum
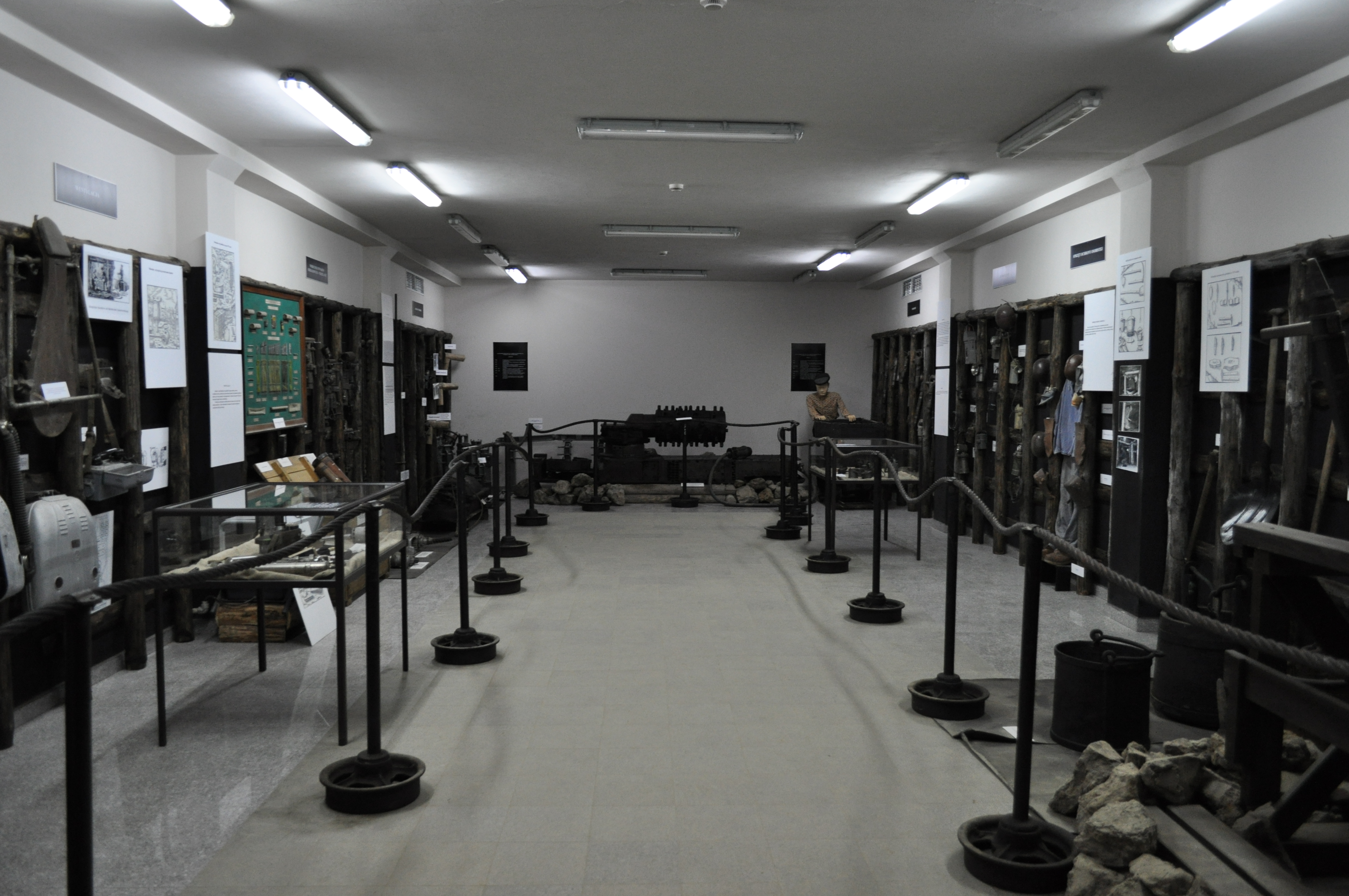
Ekspozycja narzędzi
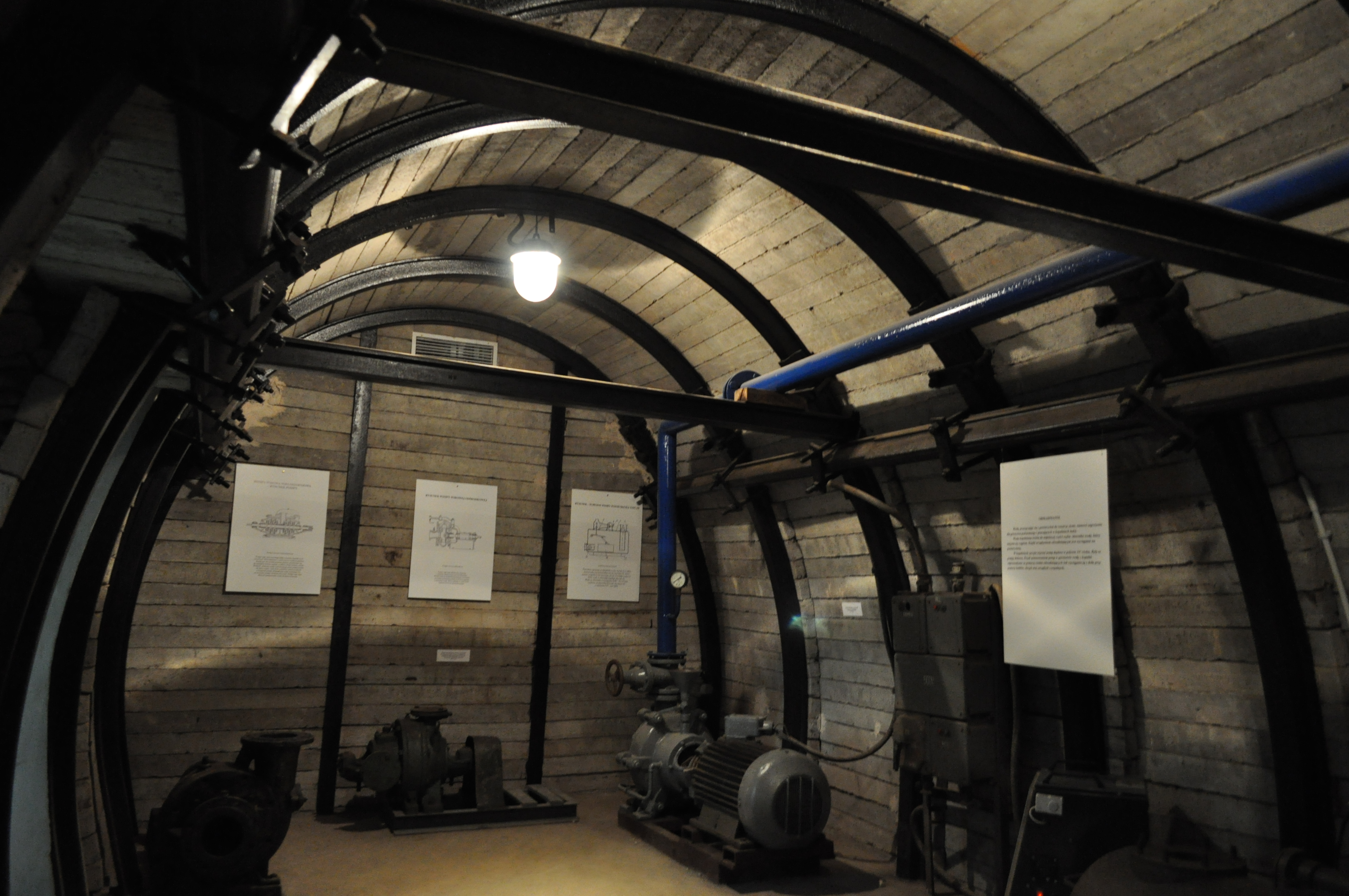
Ekspozycja pomp odwadniających